# Аллицин
Аллици́н  — органическое соединение, сульфоксид, которое образуется при механическом разрушении клеток чеснока, обладающее бактерицидным и фунгицидным действием.
Аллицин не присутствует в чесноке, а образуется из своего предшественника — аллиина (Alliin), который, в свою очередь, образуется из аминокислоты цистеина. В целом зубке аллиин и фермент аллициназа разделены: фермент находится в вакуолях, а аллиин  — в цитоплазме. При нарушении целостности зубка его клетки разрушаются, и их компоненты вступают во взаимодействие, при этом образуется аллицин.

## Биосинтез
Аллиин (производное цистеина), содержащийся в клетках луковицы чеснока при механическом повреждении их происходит взаимодействие с ферментом аллииназой (код фермента - КФ 4.4.1.4), которая расщепляет молекулу аллиина до аллицина, пировиноградной кислоты и аммиака.

## Физико-химические свойства
Представляет собой бесцветную маслянистую жидкость с резким запахом чеснока, малорастворимое в воде, хорошо в сероуглероде, легко полимеризуется в растворах с отщеплением от молекулы сернистого газа, разлагается щелочами. Аллицин — соединение с невысокой термической стабильностью. Он медленно разрушается при комнатной температуре и быстро — при нагревании (готовке).

## Биологическое действие
Аллицин имеет высокую активность как против грамположительных, так и грамотрицательных бактерий. Его активность сохраняется в крови и желудочном соке.